# 芝加哥第一銀行
芝加哥第一銀行（Bank One Corporation）為美國的一間銀行，並且是美國的第六大銀行。

## 历史
前身由俄亥俄州第一银行（Bank one of Ohio）和First Chicago NBD组成，美國聯邦儲備委員會於2004年6月14日批准摩根大通公司併購第一銀行公司，兩家公司合併後，資產總額達1.1萬億美元，成為了美國第二大銀行。